# 澳洲航空32號班機事故
澳洲航空32號班機（Qantas Flight 32，編號VH-OQA）是澳洲航空由英国倫敦希思羅機場起飛，中途停靠新加坡樟宜机场，目的地為澳洲悉尼機場的班次，2010年11月4日上午在印尼巴淡島上空發生引擎爆炸事故，最後迫降新加坡樟宜機場，無人傷亡。

## 飛機資料

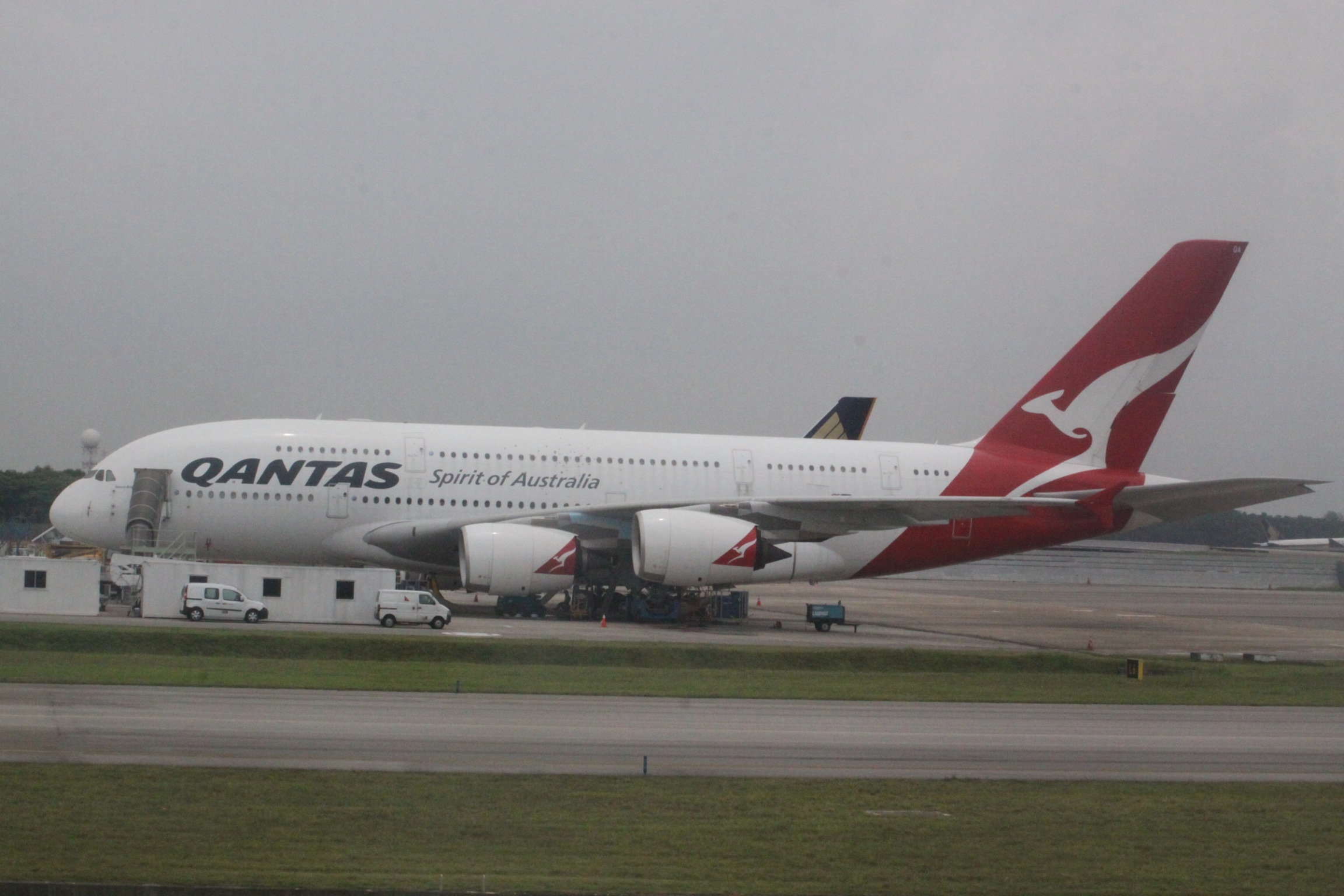
在新加坡停场维修的VH-OQA，摄于2012年3月28日

發生事故的飛機的型號是空中客车A380-842，註冊編號為VH-OQA，航空器序號014，2008年9月交付給澳航，引擎為四台罗尔斯·罗伊斯遄达972。該機為了推崇澳洲首位女飛行員，特以南希·伯德·沃爾頓命名，也是第一架交付給澳航的A380飛機。

### 復修
事件後，澳航用了1.39億澳元來復修此飛機，直到2012年4月28日才重新投入服務。復修工作包括更換全部四個引擎、維修左邊機翼（重鋪約6,000米線路）、大量地面測試和兩次試飛。各項復修工作令飛機的重量增加了94公斤。
罗尔斯·罗伊斯則向澳航提供9,500萬澳元賠償。

## 事件過程
事件發生在新加坡標準時間（UTC+8）的上午10點01分，該架飛機從中途停靠點樟宜機場起飛約4分鐘後，該機的2號引擎（左舷最靠近機身的引擎）在印尼巴淡島上空突然爆炸起火。
機組員發現飛機還可控制，經過評估後，決定進入一條靠近樟宜機場的等待航线準備迫降。

機組員花了50分鐘進行所有必要的程序，然後將飛機降落的資料輸入LDPA（landing distance performance application，一種計算降落資料的飛航電腦）中以進行降落數據的計算，但輸入LDPA的資料無法計算出降落距離。
在得知樟宜機場的跑道是乾的後，機組員決定移除降落在濕跑道上的設定後重新計算，最後電腦回報飛機可以在樟宜機場20C跑道降落。新加坡標準時間上午11點45分時，機組員使用重力放下起落架，以比正常降落速度快了35節的速度降落，最後在四個輪胎爆胎的狀況下安全的降落在樟宜機場。
成功降落後，機組員無法控制一號引擎，機場緊急單位嘗試以對它不斷噴水的方式來強迫引擎關閉。由於發動機被設計成可承受暴雨，噴水未能達到預期效果。最終嘗試使用消防泡沫噴灌。降落三小時後，一號引擎終於熄火。

## 事後調查
爆炸發生後，機身碎片刺穿了部分機翼，破壞了燃油系統，造成漏油，其中一套液压系统失效，防鎖死煞車系統損壞，1號與4號引擎進入降級（degraded）模式，而襟翼以及1號引擎的控制系統也毀損，巴淡島上也發現飛機碎片。

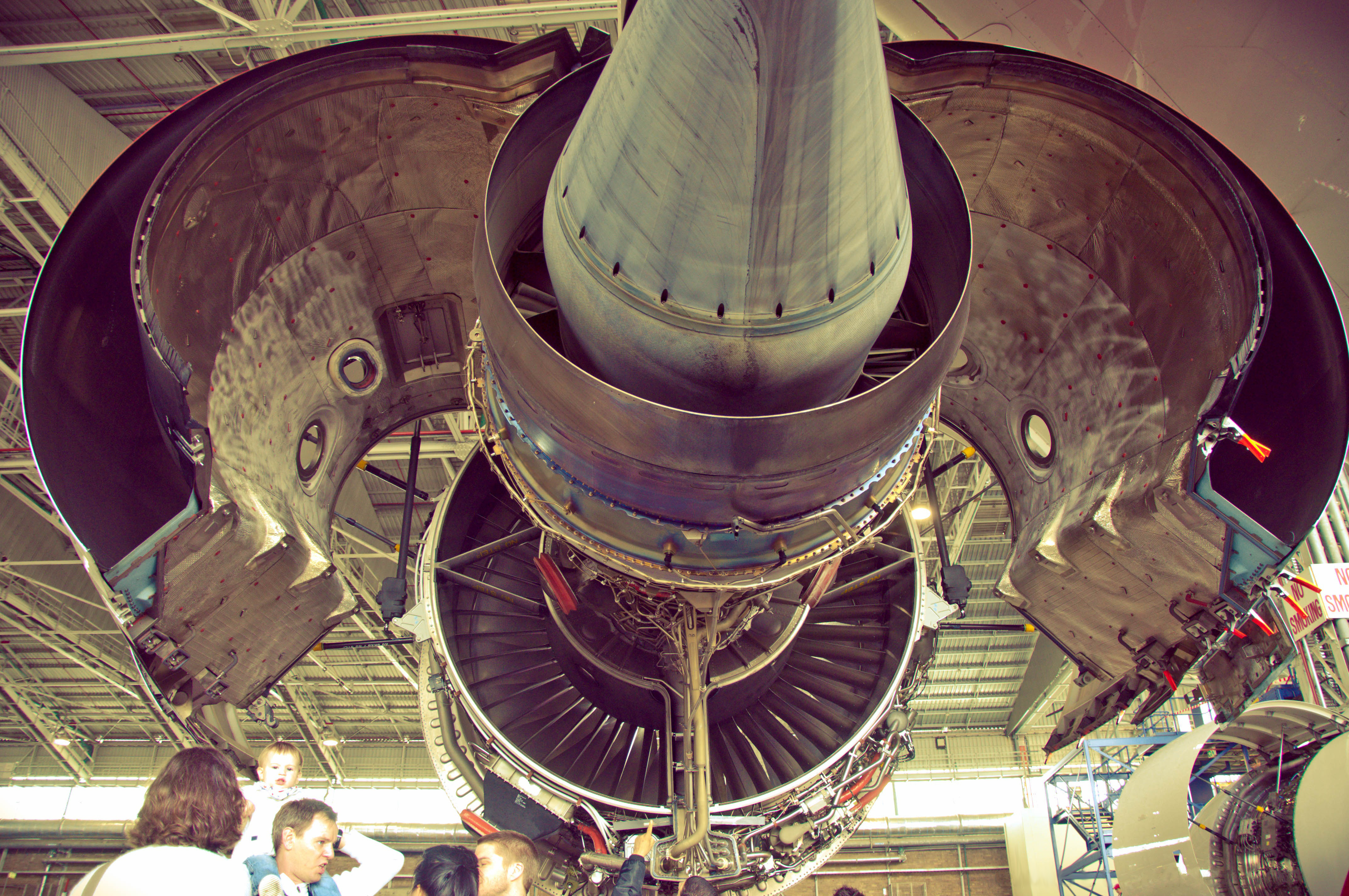
圖為澳航A380被打開來檢查的引擎機艙，圖中為勞斯萊斯特倫特900引擎組件

調查由澳洲運輸安全局（ATSB）執行，該局指出，該引擎中的輸油管因製造瑕疵，發生疲勞龜裂，從龜裂處漏出來的燃油導致引擎起火，而起火也使引擎的中壓機組盤（Intermediate Pressure Turbine disk, IPT disk）脫落，這是罗尔斯·罗伊斯遄达972系列的引擎特有的狀況，當時全球相同型號引擎有34具被檢查出同樣問題^ 。

## 相關節目
此事件將被收錄在空中浩劫的第13季第10集，該集標題為（空中鐵達尼號）。

## 外部連結
- ATSB對於該事件的報告 （页面存档备份，存于）